# Nokere Koerse féminine 2019
Pour la course masculine, voir Nokere Koerse 2019.
La 1re édition de la Nokere Koerse féminine a lieu le 20 mars 2019. La course fait partie du calendrier international féminin UCI 2019 en catégorie 1.1. Elle est remportée par la Néerlandaise Lorena Wiebes.

## Présentation

### Parcours
Le parcours est identique à celui des juniors. Il comprend les mêmes sections pavés et sept ascensions du  Nokereberg.

### Équipes
| Équipes féminines professionnelles (15)- Alé Cipollini - Astana Women's - BePink - Biehler Pro Cycling - Boels Dolmans - BTC City Ljubljana - Canyon-SRAM Racing - Charente-Maritime Women Cycling - Doltcini-Van Eyck Sport - Health Mate-Ladies Team - Hitec Products - Lotto Soudal Ladies - Movistar Team - Parkhotel Valkenburg-Destil - Sunweb Women Équipe nationale- Grande-Bretagne Équipe féminines amateur (5)- Illi-Bikes - Isorex - Jos Feron Lady Force - Multum Accountants - Rogelli-Gyproc Équipe régionale et de club- Centre mondial du cyclisme |
| |

## Récit de la course
Lorena Wiebes s'impose facilement au sprint.

## Classements

### Classement final
| \| Classement général \| Classement général \| Classement général \| Classement général \| Classement général \| \| Coureuse \| Coureuse \| Pays \| Équipe \| Temps \| \| ------------------ \| ----------------------- \| ------------------ \| -------------------------- \| ------------------ \| \| 1re \| Lorena Wiebes \| Pays-Bas \| Parkhotel Valkenburg \| 3 h 13 min 05 s \| \| 2e \| Lisa Klein \| Allemagne \| Canyon-SRAM Racing \| + 0 s \| \| 3e \| Lotte Kopecky \| Belgique \| Lotto Soudal Ladies \| + 0 s \| \| 4e \| Amy Pieters \| Pays-Bas \| Boels Dolmans \| + 0 s \| \| 5e \| Teniel Campbell \| Trinité-et-Tobago \| Centre mondial du cyclisme \| + 0 s \| \| 6e \| Kelly Van den Steen \| Belgique \| Lotto Soudal Ladies \| + 0 s \| \| 7e \| Susanne Andersen \| Norvège \| Sunweb \| + 0 s \| \| 8e \| Marjolein van 't Geloof \| Pays-Bas \| Alé Cipollini \| + 0 s \| \| 9e \| Annelies Dom \| Belgique \| Lotto Soudal Ladies \| + 0 s \| \| 10e \| Roxane Fournier \| France \| Movistar Team \| + 0 s \| |                         |                   |                            |                 |
| |                         |                   |                            |                 |
| Source : ProCyclingStats |                         |                   |                            |                 |
| Classement général |                         |                   |                            |                 |
| Coureuse | Coureuse                | Pays              | Équipe                     | Temps           |
| 1re | Lorena Wiebes           | Pays-Bas          | Parkhotel Valkenburg       | 3 h 13 min 05 s |
| 2e | Lisa Klein              | Allemagne         | Canyon-SRAM Racing         | + 0 s           |
| 3e | Lotte Kopecky           | Belgique          | Lotto Soudal Ladies        | + 0 s           |
| 4e | Amy Pieters             | Pays-Bas          | Boels Dolmans              | + 0 s           |
| 5e | Teniel Campbell         | Trinité-et-Tobago | Centre mondial du cyclisme | + 0 s           |
| 6e | Kelly Van den Steen     | Belgique          | Lotto Soudal Ladies        | + 0 s           |
| 7e | Susanne Andersen        | Norvège           | Sunweb                     | + 0 s           |
| 8e | Marjolein van 't Geloof | Pays-Bas          | Alé Cipollini              | + 0 s           |
| 9e | Annelies Dom            | Belgique          | Lotto Soudal Ladies        | + 0 s           |
| 10e | Roxane Fournier         | France            | Movistar Team              | + 0 s           |

### Points UCI
| Position           | 1er | 2e | 3e | 4e | 5e | 6e | 7e | 8e | 9e | 10e | 11e | 12e | 13e à 15e | 16e à 25e |
| Classement général | 125 | 85 | 70 | 60 | 50 | 40 | 35 | 30 | 25 | 20  | 15  | 10  | 5         | 3         |

## Liste des participants
| Légende | Légende                                                                    | Légende | Légende                                                    |
| ------- | -------------------------------------------------------------------------- | ------- | ---------------------------------------------------------- |
| Num     | Dossard de départ porté par le coureur sur cette Nokere Koerse voor Dames  | Pos     | Position à l'arrivée de la course                          |
|         | Indique un maillot de champion national ou mondial, suivi de sa spécialité | NP      | Indique un coureur qui n'a pas pris le départ de la course |
| AB      | Indique un coureur qui n'a pas terminé la course                           | HD      | Indique un coureur qui a terminé la course hors des délais |

| Lotto Soudal Ladies LSL | Lotto Soudal Ladies LSL    | Lotto Soudal Ladies LSL |
| ----------------------- | -------------------------- | ----------------------- |
| Num                     | Coureuse                   | Pos                     |
| 1                       | Annelies Dom (BEL) (route) | 9e                      |
| 2                       | Alana Castrique (BEL)      | 23e                     |
| 3                       | Danielle Christmas (GBR)   | 20e                     |
| 4                       | Lotte Kopecky (BEL)        | 3e                      |
| 5                       | Puck Moonen (NED)          | 71e                     |
| 6                       | Kelly Van den Steen (BEL)  | 6e                      |

| Boels Dolmans DLT | Boels Dolmans DLT               | Boels Dolmans DLT |
| ----------------- | ------------------------------- | ----------------- |
| Num               | Coureuse                        | Pos               |
| 11                | Amy Pieters (NED)               | 4e                |
| 12                | Eva Buurman (NED)               | 48e               |
| 13                | Amalie Dideriksen (DEN) (route) | 54e               |
| 14                | Christine Majerus (LUX) (route) | 13e               |
| 15                | Skylar Schneider (USA)          | 74e               |

| Alé Cipollini ALE | Alé Cipollini ALE             | Alé Cipollini ALE |
| ----------------- | ----------------------------- | ----------------- |
| Num               | Coureuse                      | Pos               |
| 21                | Jelena Erić (SRB) (route)     | 30e               |
| 22                | Jessica Raimondi (ITA)        | 89e               |
| 23                | Diana Peñuela (COL)           | 42e               |
| 24                | Karlijn Swinkels (NED)        | 31e               |
| 25                | Marjolein van 't Geloof (NED) | 8e                |
| 26                | Eri Yonamine (JPN) (route)    | 32e               |

| Canyon-SRAM Racing CSR | Canyon-SRAM Racing CSR | Canyon-SRAM Racing CSR |
| ---------------------- | ---------------------- | ---------------------- |
| Num                    | Coureuse               | Pos                    |
| 31                     | Tiffany Cromwell (AUS) | 51e                    |
| 32                     | Tanja Erath (GER)      | AB                     |
| 33                     | Rotem Gafinovitz (ISR) | 57e                    |
| 34                     | Lisa Klein (GER)       | 2e                     |
| 36                     | Ella Harris (NZL)      | 41e                    |

| Movistar Team MOV | Movistar Team MOV                 | Movistar Team MOV |
| ----------------- | --------------------------------- | ----------------- |
| Num               | Coureuse                          | Pos               |
| 41                | Roxane Fournier (FRA)             | 10e               |
| 42                | Alicia González (ESP)             | 58e               |
| 43                | Aude Biannic (FRA) (route)        | 69e               |
| 44                | Lourdes Oyarbide (ESP)            | 76e               |
| 45                | Małgorzata Jasińska (POL) (route) | 53e               |
| 46                | Alba Teruel (ESP)                 | 62e               |

| Parkhotel Valkenburg PHV | Parkhotel Valkenburg PHV | Parkhotel Valkenburg PHV |
| ------------------------ | ------------------------ | ------------------------ |
| Num                      | Coureuse                 | Pos                      |
| 51                       | Belle De Gast (NED)      | 27e                      |
| 52                       | Ann-Sophie Duyck (BEL)   | 79e                      |
| 54                       | Marit Raaijmakers (NED)  | 46e                      |
| 55                       | Sylvie Swinkels (NED)    | 98e                      |
| 56                       | Lorena Wiebes (NED)      | 1re                      |

| Sunweb SUN | Sunweb SUN                 | Sunweb SUN |
| ---------- | -------------------------- | ---------- |
| Num        | Coureuse                   | Pos        |
| 61         | Susanne Andersen (NOR)     | 7e         |
| 62         | Leah Kirchmann (CAN)       | 63e        |
| 63         | Floortje Mackaij (NED)     | 67e        |
| 64         | Pernille Mathiesen (DEN)   | 73e        |
| 65         | Coryn Rivera (USA) (route) | 72e        |
| 66         | Julia Soek (NED)           | 70e        |

| Astana Women's Team ASA | Astana Women's Team ASA            | Astana Women's Team ASA |
| ----------------------- | ---------------------------------- | ----------------------- |
| Num                     | Coureuse                           | Pos                     |
| 71                      | Amiliya Iskakova (KAZ)             | 44e                     |
| 72                      | Faina Potapova (KAZ)               | 80e                     |
| 73                      | Elena Pirrone (ITA)                | 52e                     |
| 74                      | Natalya Saifutdinova (KAZ) (route) | 56e                     |
| 75                      | Makhabbat Umutzhanova (KAZ)        | AB                      |
| 76                      | Olga Shekel (UKR)                  | 35e                     |

| Bepink BPK | Bepink BPK             | Bepink BPK |
| ---------- | ---------------------- | ---------- |
| Num        | Coureuse               | Pos        |
| 81         | Rachele Barbieri (ITA) | 88e        |
| 82         | Tatiana Guderzo (ITA)  | 18e        |
| 83         | Chiara Perini (ITA)    | 68e        |
| 84         | Nicole Steigenga (NED) | 84e        |
| 85         | Katia Ragusa (ITA)     | 28e        |
| 86         | Vania Canvelli (ITA)   | 87e        |

| Biehler Pro Cycling BPC | Biehler Pro Cycling BPC  | Biehler Pro Cycling BPC |
| ----------------------- | ------------------------ | ----------------------- |
| Num                     | Coureuse                 | Pos                     |
| 91                      | Nienke Wasmus (NED)      | 86e                     |
| 92                      | Quinty Ton (NED)         | 38e                     |
| 93                      | Henrietta Colborne (GBR) | 25e                     |
| 94                      | Merel Hofman (NED)       | 91e                     |
| 95                      | Melanie Klement (NED)    | 85e                     |
| 96                      | Natalie van Gogh (NED)   | 12e                     |

| BTC City Ljubljana BTC | BTC City Ljubljana BTC    | BTC City Ljubljana BTC |
| ---------------------- | ------------------------- | ---------------------- |
| Num                    | Coureuse                  | Pos                    |
| 101                    | Maaike Boogaard (NED)     | 93e                    |
| 102                    | Anja Longyka (SLO)        | 95e                    |
| 103                    | Anastasia Chursina (RUS)  | 29e                    |
| 104                    | Mia Radotić (CRO) (route) | 34e                    |
| 105                    | Hayley Simmonds (GBR)     | AB                     |
| 106                    | Monique van de Ree (NED)  | 24e                    |

| Charente-Maritime CMW | Charente-Maritime CMW | Charente-Maritime CMW |
| --------------------- | --------------------- | --------------------- |
| Num                   | Coureuse              | Pos                   |
| 111                   | Noémie Abgrall (FRA)  | 106e                  |
| 112                   | Marine Quiniou (FRA)  | AB                    |
| 113                   | Lucie Lahaye (FRA)    | 66e                   |
| 114                   | Manon Minaud (FRA)    | AB                    |
| 115                   | Anaïs Morichon (FRA)  | AB                    |
| 116                   | Gladys Verhulst (FRA) | 39e                   |

| Doltcini-Van Eyck Sport DVE | Doltcini-Van Eyck Sport DVE | Doltcini-Van Eyck Sport DVE |
| --------------------------- | --------------------------- | --------------------------- |
| Num                         | Coureuse                    | Pos                         |
| 121                         | Mieke Docx (BEL)            | 50e                         |
| 123                         | Kim de Baat (BEL)           | AB                          |
| 124                         | Jesse Vandenbulcke (BEL)    | 21e                         |

| Sans équipe ___ | Sans équipe ___    | Sans équipe ___ |
| --------------- | ------------------ | --------------- |
| Num             | Coureuse           | Pos             |
| 125             | Kelly Markus (NED) | 102e            |

| Doltcini-Van Eyck Sport DVE | Doltcini-Van Eyck Sport DVE | Doltcini-Van Eyck Sport DVE |
| --------------------------- | --------------------------- | --------------------------- |
| Num                         | Coureuse                    | Pos                         |
| 126                         | Bryony van Velzen (NED)     | 103e                        |

| Health Mate-Ladies Team HMT | Health Mate-Ladies Team HMT | Health Mate-Ladies Team HMT |
| --------------------------- | --------------------------- | --------------------------- |
| Num                         | Coureuse                    | Pos                         |
| 131                         | Lara Defour (BEL)           | 96e                         |
| 132                         | Fien Delbaere (BEL)         | 33e                         |
| 133                         | Sara Mustonen (SWE)         | 61e                         |
| 134                         | Kathrin Schweinberger (AUT) | 11e                         |
| 135                         | Kirstie van Haaften (NED)   | 14e                         |
| 136                         | Laura Lozano (COL)          | 83e                         |

| Hitec Products-Birk Sport HPU | Hitec Products-Birk Sport HPU | Hitec Products-Birk Sport HPU |
| ----------------------------- | ----------------------------- | ----------------------------- |
| Num                           | Coureuse                      | Pos                           |
| 141                           | Grace Garner (GBR)            | 97e                           |
| 142                           | Lucy van der Haar (GBR)       | AB                            |
| 143                           | Amalie Lutro (NOR)            | 107e                          |
| 144                           | Marta Tagliaferro (ITA)       | AB                            |
| 145                           | Chanella Stougje (NED)        | 15e                           |
| 146                           | Lonneke Uneken (NED)          | 19e                           |

| Grande-Bretagne GBR | Grande-Bretagne GBR     | Grande-Bretagne GBR |
| ------------------- | ----------------------- | ------------------- |
| Num                 | Coureuse                | Pos                 |
| 151                 | Rhona Callander         | 36e                 |
| 152                 | Anna Docherty           | 100e                |
| 153                 | Jenny Holl              | 43e                 |
| 154                 | Rebecca Raybould        | 65e                 |
| 155                 | Jessica Roberts (route) | 17e                 |
| 156                 | Josie Knight            | 60e                 |

| Centre mondial du cyclisme WCC | Centre mondial du cyclisme WCC | Centre mondial du cyclisme WCC |
| ------------------------------ | ------------------------------ | ------------------------------ |
| Num                            | Coureuse                       | Pos                            |
| 161                            | Teniel Campbell (TTO)          | 5e                             |
| 162                            | Agua Marina Espínola (PAR)     | 77e                            |
| 163                            | Anastasiya Kolesava (BLR)      | 49e                            |
| 164                            | Anabel Yapura (ARG)            | 81e                            |
| 165                            | Marlen Reusser (SUI)           | 37e                            |

| Rogelli-Gyproc ___ | Rogelli-Gyproc ___        | Rogelli-Gyproc ___ |
| ------------------ | ------------------------- | ------------------ |
| Num                | Coureuse                  | Pos                |
| 171                | Ingrit Verhoeff (NED)     | 101e               |
| 172                | Nathalie Bex (BEL)        | 22e                |
| 173                | Shari Bossuyt (BEL)       | 26e                |
| 174                | Cathalijne Hoolwerf (NED) | AB                 |
| 175                | Eva Jonkers (NED)         | 82e                |
| 176                | Britt Knaven (BEL)        | AB                 |

| Isorex DDG | Isorex DDG               | Isorex DDG |
| ---------- | ------------------------ | ---------- |
| Num        | Coureuse                 | Pos        |
| 181        | Margot Bourguignon (BEL) | AB         |
| 182        | Yasmine De Wulf (BEL)    | AB         |
| 183        | Antonia Gröndahl (FIN)   | 55e        |
| 184        | Kerry Jonker (RSA)       | AB         |
| 185        | Femke Verstichelen (BEL) | 75e        |
| 186        | Emily Meakin (GBR)       | 105e       |

| Illi-Bikes ___ | Illi-Bikes ___   | Illi-Bikes ___ |
| -------------- | ---------------- | -------------- |
| Num            | Coureuse         | Pos            |
| 191            | Nele Armée (BEL) | 94e            |

| Sans équipe ___ | Sans équipe ___    | Sans équipe ___ |
| --------------- | ------------------ | --------------- |
| Num             | Coureuse           | Pos             |
| 192             | Gilke Croket (BEL) | 45e             |

| Illi-Bikes ___ | Illi-Bikes ___          | Illi-Bikes ___ |
| -------------- | ----------------------- | -------------- |
| Num            | Coureuse                | Pos            |
| 193            | Ditte Lenseclaes (BEL)  | 92e            |
| 194            | Justine Louchaert (BEL) | AB             |
| 195            | Anna Bohata (CZE)       | 64e            |

| Multum Accountants ___ | Multum Accountants ___  | Multum Accountants ___ |
| ---------------------- | ----------------------- | ---------------------- |
| Num                    | Coureuse                | Pos                    |
| 196                    | Tiana Troch (BEL)       | AB                     |
| 201                    | Hanna Johansson (SWE)   | 104e                   |
| 202                    | Josie Shepherd (GBR)    | AB                     |
| 203                    | Josefine Huitfeldt      | 78e                    |
| 205                    | Kim van den Steen (BEL) | 99e                    |
| 206                    | Chloë Turblin (FRA)     | AB                     |

| Jos Feron Lady Force ___ | Jos Feron Lady Force ___    | Jos Feron Lady Force ___ |
| ------------------------ | --------------------------- | ------------------------ |
| Num                      | Coureuse                    | Pos                      |
| 211                      | Julie Stockman (BEL)        | AB                       |
| 212                      | Céline van Houtum (NED)     | 47e                      |
| 213                      | Kaat Hannes (BEL)           | 16e                      |
| 214                      | Senna Feron (NED)           | 90e                      |
| 215                      | Marieke de Groot (NED)      | 40e                      |
| 216                      | Liisa Ehrberg (EST) (route) | 59e                      |

| Lotto Soudal Ladies LSL | Lotto Soudal Ladies LSL    | Lotto Soudal Ladies LSL |
| ----------------------- | -------------------------- | ----------------------- |
| Num                     | Coureuse                   | Pos                     |
| 1                       | Annelies Dom (BEL) (route) | 9e                      |
| 2                       | Alana Castrique (BEL)      | 23e                     |
| 3                       | Danielle Christmas (GBR)   | 20e                     |
| 4                       | Lotte Kopecky (BEL)        | 3e                      |
| 5                       | Puck Moonen (NED)          | 71e                     |
| 6                       | Kelly Van den Steen (BEL)  | 6e                      |

| Boels Dolmans DLT | Boels Dolmans DLT               | Boels Dolmans DLT |
| ----------------- | ------------------------------- | ----------------- |
| Num               | Coureuse                        | Pos               |
| 11                | Amy Pieters (NED)               | 4e                |
| 12                | Eva Buurman (NED)               | 48e               |
| 13                | Amalie Dideriksen (DEN) (route) | 54e               |
| 14                | Christine Majerus (LUX) (route) | 13e               |
| 15                | Skylar Schneider (USA)          | 74e               |

| Alé Cipollini ALE | Alé Cipollini ALE             | Alé Cipollini ALE |
| ----------------- | ----------------------------- | ----------------- |
| Num               | Coureuse                      | Pos               |
| 21                | Jelena Erić (SRB) (route)     | 30e               |
| 22                | Jessica Raimondi (ITA)        | 89e               |
| 23                | Diana Peñuela (COL)           | 42e               |
| 24                | Karlijn Swinkels (NED)        | 31e               |
| 25                | Marjolein van 't Geloof (NED) | 8e                |
| 26                | Eri Yonamine (JPN) (route)    | 32e               |

| Canyon-SRAM Racing CSR | Canyon-SRAM Racing CSR | Canyon-SRAM Racing CSR |
| ---------------------- | ---------------------- | ---------------------- |
| Num                    | Coureuse               | Pos                    |
| 31                     | Tiffany Cromwell (AUS) | 51e                    |
| 32                     | Tanja Erath (GER)      | AB                     |
| 33                     | Rotem Gafinovitz (ISR) | 57e                    |
| 34                     | Lisa Klein (GER)       | 2e                     |
| 36                     | Ella Harris (NZL)      | 41e                    |

| Movistar Team MOV | Movistar Team MOV                 | Movistar Team MOV |
| ----------------- | --------------------------------- | ----------------- |
| Num               | Coureuse                          | Pos               |
| 41                | Roxane Fournier (FRA)             | 10e               |
| 42                | Alicia González (ESP)             | 58e               |
| 43                | Aude Biannic (FRA) (route)        | 69e               |
| 44                | Lourdes Oyarbide (ESP)            | 76e               |
| 45                | Małgorzata Jasińska (POL) (route) | 53e               |
| 46                | Alba Teruel (ESP)                 | 62e               |

| Parkhotel Valkenburg PHV | Parkhotel Valkenburg PHV | Parkhotel Valkenburg PHV |
| ------------------------ | ------------------------ | ------------------------ |
| Num                      | Coureuse                 | Pos                      |
| 51                       | Belle De Gast (NED)      | 27e                      |
| 52                       | Ann-Sophie Duyck (BEL)   | 79e                      |
| 54                       | Marit Raaijmakers (NED)  | 46e                      |
| 55                       | Sylvie Swinkels (NED)    | 98e                      |
| 56                       | Lorena Wiebes (NED)      | 1re                      |

| Sunweb SUN | Sunweb SUN                 | Sunweb SUN |
| ---------- | -------------------------- | ---------- |
| Num        | Coureuse                   | Pos        |
| 61         | Susanne Andersen (NOR)     | 7e         |
| 62         | Leah Kirchmann (CAN)       | 63e        |
| 63         | Floortje Mackaij (NED)     | 67e        |
| 64         | Pernille Mathiesen (DEN)   | 73e        |
| 65         | Coryn Rivera (USA) (route) | 72e        |
| 66         | Julia Soek (NED)           | 70e        |

| Astana Women's Team ASA | Astana Women's Team ASA            | Astana Women's Team ASA |
| ----------------------- | ---------------------------------- | ----------------------- |
| Num                     | Coureuse                           | Pos                     |
| 71                      | Amiliya Iskakova (KAZ)             | 44e                     |
| 72                      | Faina Potapova (KAZ)               | 80e                     |
| 73                      | Elena Pirrone (ITA)                | 52e                     |
| 74                      | Natalya Saifutdinova (KAZ) (route) | 56e                     |
| 75                      | Makhabbat Umutzhanova (KAZ)        | AB                      |
| 76                      | Olga Shekel (UKR)                  | 35e                     |

| Bepink BPK | Bepink BPK             | Bepink BPK |
| ---------- | ---------------------- | ---------- |
| Num        | Coureuse               | Pos        |
| 81         | Rachele Barbieri (ITA) | 88e        |
| 82         | Tatiana Guderzo (ITA)  | 18e        |
| 83         | Chiara Perini (ITA)    | 68e        |
| 84         | Nicole Steigenga (NED) | 84e        |
| 85         | Katia Ragusa (ITA)     | 28e        |
| 86         | Vania Canvelli (ITA)   | 87e        |

| Biehler Pro Cycling BPC | Biehler Pro Cycling BPC  | Biehler Pro Cycling BPC |
| ----------------------- | ------------------------ | ----------------------- |
| Num                     | Coureuse                 | Pos                     |
| 91                      | Nienke Wasmus (NED)      | 86e                     |
| 92                      | Quinty Ton (NED)         | 38e                     |
| 93                      | Henrietta Colborne (GBR) | 25e                     |
| 94                      | Merel Hofman (NED)       | 91e                     |
| 95                      | Melanie Klement (NED)    | 85e                     |
| 96                      | Natalie van Gogh (NED)   | 12e                     |

| BTC City Ljubljana BTC | BTC City Ljubljana BTC    | BTC City Ljubljana BTC |
| ---------------------- | ------------------------- | ---------------------- |
| Num                    | Coureuse                  | Pos                    |
| 101                    | Maaike Boogaard (NED)     | 93e                    |
| 102                    | Anja Longyka (SLO)        | 95e                    |
| 103                    | Anastasia Chursina (RUS)  | 29e                    |
| 104                    | Mia Radotić (CRO) (route) | 34e                    |
| 105                    | Hayley Simmonds (GBR)     | AB                     |
| 106                    | Monique van de Ree (NED)  | 24e                    |

| Charente-Maritime CMW | Charente-Maritime CMW | Charente-Maritime CMW |
| --------------------- | --------------------- | --------------------- |
| Num                   | Coureuse              | Pos                   |
| 111                   | Noémie Abgrall (FRA)  | 106e                  |
| 112                   | Marine Quiniou (FRA)  | AB                    |
| 113                   | Lucie Lahaye (FRA)    | 66e                   |
| 114                   | Manon Minaud (FRA)    | AB                    |
| 115                   | Anaïs Morichon (FRA)  | AB                    |
| 116                   | Gladys Verhulst (FRA) | 39e                   |

| Doltcini-Van Eyck Sport DVE | Doltcini-Van Eyck Sport DVE | Doltcini-Van Eyck Sport DVE |
| --------------------------- | --------------------------- | --------------------------- |
| Num                         | Coureuse                    | Pos                         |
| 121                         | Mieke Docx (BEL)            | 50e                         |
| 123                         | Kim de Baat (BEL)           | AB                          |
| 124                         | Jesse Vandenbulcke (BEL)    | 21e                         |

| Sans équipe ___ | Sans équipe ___    | Sans équipe ___ |
| --------------- | ------------------ | --------------- |
| Num             | Coureuse           | Pos             |
| 125             | Kelly Markus (NED) | 102e            |

| Doltcini-Van Eyck Sport DVE | Doltcini-Van Eyck Sport DVE | Doltcini-Van Eyck Sport DVE |
| --------------------------- | --------------------------- | --------------------------- |
| Num                         | Coureuse                    | Pos                         |
| 126                         | Bryony van Velzen (NED)     | 103e                        |

| Health Mate-Ladies Team HMT | Health Mate-Ladies Team HMT | Health Mate-Ladies Team HMT |
| --------------------------- | --------------------------- | --------------------------- |
| Num                         | Coureuse                    | Pos                         |
| 131                         | Lara Defour (BEL)           | 96e                         |
| 132                         | Fien Delbaere (BEL)         | 33e                         |
| 133                         | Sara Mustonen (SWE)         | 61e                         |
| 134                         | Kathrin Schweinberger (AUT) | 11e                         |
| 135                         | Kirstie van Haaften (NED)   | 14e                         |
| 136                         | Laura Lozano (COL)          | 83e                         |

| Hitec Products-Birk Sport HPU | Hitec Products-Birk Sport HPU | Hitec Products-Birk Sport HPU |
| ----------------------------- | ----------------------------- | ----------------------------- |
| Num                           | Coureuse                      | Pos                           |
| 141                           | Grace Garner (GBR)            | 97e                           |
| 142                           | Lucy van der Haar (GBR)       | AB                            |
| 143                           | Amalie Lutro (NOR)            | 107e                          |
| 144                           | Marta Tagliaferro (ITA)       | AB                            |
| 145                           | Chanella Stougje (NED)        | 15e                           |
| 146                           | Lonneke Uneken (NED)          | 19e                           |

| Grande-Bretagne GBR | Grande-Bretagne GBR     | Grande-Bretagne GBR |
| ------------------- | ----------------------- | ------------------- |
| Num                 | Coureuse                | Pos                 |
| 151                 | Rhona Callander         | 36e                 |
| 152                 | Anna Docherty           | 100e                |
| 153                 | Jenny Holl              | 43e                 |
| 154                 | Rebecca Raybould        | 65e                 |
| 155                 | Jessica Roberts (route) | 17e                 |
| 156                 | Josie Knight            | 60e                 |

| Centre mondial du cyclisme WCC | Centre mondial du cyclisme WCC | Centre mondial du cyclisme WCC |
| ------------------------------ | ------------------------------ | ------------------------------ |
| Num                            | Coureuse                       | Pos                            |
| 161                            | Teniel Campbell (TTO)          | 5e                             |
| 162                            | Agua Marina Espínola (PAR)     | 77e                            |
| 163                            | Anastasiya Kolesava (BLR)      | 49e                            |
| 164                            | Anabel Yapura (ARG)            | 81e                            |
| 165                            | Marlen Reusser (SUI)           | 37e                            |

| Rogelli-Gyproc ___ | Rogelli-Gyproc ___        | Rogelli-Gyproc ___ |
| ------------------ | ------------------------- | ------------------ |
| Num                | Coureuse                  | Pos                |
| 171                | Ingrit Verhoeff (NED)     | 101e               |
| 172                | Nathalie Bex (BEL)        | 22e                |
| 173                | Shari Bossuyt (BEL)       | 26e                |
| 174                | Cathalijne Hoolwerf (NED) | AB                 |
| 175                | Eva Jonkers (NED)         | 82e                |
| 176                | Britt Knaven (BEL)        | AB                 |

| Isorex DDG | Isorex DDG               | Isorex DDG |
| ---------- | ------------------------ | ---------- |
| Num        | Coureuse                 | Pos        |
| 181        | Margot Bourguignon (BEL) | AB         |
| 182        | Yasmine De Wulf (BEL)    | AB         |
| 183        | Antonia Gröndahl (FIN)   | 55e        |
| 184        | Kerry Jonker (RSA)       | AB         |
| 185        | Femke Verstichelen (BEL) | 75e        |
| 186        | Emily Meakin (GBR)       | 105e       |

| Illi-Bikes ___ | Illi-Bikes ___   | Illi-Bikes ___ |
| -------------- | ---------------- | -------------- |
| Num            | Coureuse         | Pos            |
| 191            | Nele Armée (BEL) | 94e            |

| Sans équipe ___ | Sans équipe ___    | Sans équipe ___ |
| --------------- | ------------------ | --------------- |
| Num             | Coureuse           | Pos             |
| 192             | Gilke Croket (BEL) | 45e             |

| Illi-Bikes ___ | Illi-Bikes ___          | Illi-Bikes ___ |
| -------------- | ----------------------- | -------------- |
| Num            | Coureuse                | Pos            |
| 193            | Ditte Lenseclaes (BEL)  | 92e            |
| 194            | Justine Louchaert (BEL) | AB             |
| 195            | Anna Bohata (CZE)       | 64e            |

| Multum Accountants ___ | Multum Accountants ___  | Multum Accountants ___ |
| ---------------------- | ----------------------- | ---------------------- |
| Num                    | Coureuse                | Pos                    |
| 196                    | Tiana Troch (BEL)       | AB                     |
| 201                    | Hanna Johansson (SWE)   | 104e                   |
| 202                    | Josie Shepherd (GBR)    | AB                     |
| 203                    | Josefine Huitfeldt      | 78e                    |
| 205                    | Kim van den Steen (BEL) | 99e                    |
| 206                    | Chloë Turblin (FRA)     | AB                     |

| Jos Feron Lady Force ___ | Jos Feron Lady Force ___    | Jos Feron Lady Force ___ |
| ------------------------ | --------------------------- | ------------------------ |
| Num                      | Coureuse                    | Pos                      |
| 211                      | Julie Stockman (BEL)        | AB                       |
| 212                      | Céline van Houtum (NED)     | 47e                      |
| 213                      | Kaat Hannes (BEL)           | 16e                      |
| 214                      | Senna Feron (NED)           | 90e                      |
| 215                      | Marieke de Groot (NED)      | 40e                      |
| 216                      | Liisa Ehrberg (EST) (route) | 59e                      |

## Organisation
La course est organisée par l'association Nokere Sport.

## Prix
Les prix suivants sont distribués :
| Position | 1er   | 2e    | 3e    | 4e    | 5e    | 6e    | 7e    | 8e    | 9e    | 10e  |
| Prix     | 420 € | 365 € | 295 € | 185 € | 165 € | 155 € | 145 € | 130 € | 120 € | 65 € |

Les coureuses placées de la 11e à la 20e place  repartent avec 65 €.